# Fèves (Moselle)
Pour les articles homonymes, voir Fèves.
Fèves est une commune française située dans le département de la Moselle, en région Grand Est.

## Géographie

### Localisation
La commune est à 5,3 km de Maizières-lès-Metz et 11,7 de Metz.
| Bronvaux                 | Marange-Silvange | Semécourt          |
| Saint-Privat-la-Montagne | Fèves            | Maizières-lès-Metz |
|                          | Norroy-le-Veneur | Woippy             |

### Géologie et relief
Hydrogéologie et climatologie : Système d’information pour la gestion des eaux souterraines du bassin Rhin-Meuse :
Territoire communal : Occupation du sol (Corinne Land Cover); Cours d'eau (BD Carthage),
Géologie : Carte géologique; Coupes géologiques et techniques,
 Hydrogéologie : Masses d'eau souterraine; BD Lisa; Cartes piézométriques.

### Sismicité
Commune située dans une zone 1 de sismicité très faible.

### Climat
Pour des articles plus généraux, voir Climat du Grand Est et Climat de la Moselle.
En 2010, le climat de la commune est de type climat des marges montargnardes, selon une étude du Centre national de la recherche scientifique s'appuyant sur une série de données couvrant la période 1971-2000. En 2020, Météo-France publie une typologie des climats de la France métropolitaine dans laquelle la commune est exposée à un climat semi-continental et est dans la région climatique  Lorraine, plateau de Langres, Morvan, caractérisée par un hiver rude (1,5 °C), des vents modérés et des brouillards fréquents en automne et hiver. 
Pour la période 1971-2000, la température annuelle moyenne est de 9,4 °C, avec une amplitude thermique annuelle de 16,7 °C. Le cumul annuel moyen de précipitations est de 806 mm, avec 12,6 jours de précipitations en janvier et 9,4 jours en juillet. Pour la période 1991-2020, la température moyenne annuelle observée sur la station météorologique de Météo-France la plus proche, « Malancourt », sur la commune d'Amnéville à 8 km à vol d'oiseau, est de 10,2 °C et le cumul annuel moyen de précipitations est de 884,1 mm. 
La température maximale relevée sur cette station est de 39,3 °C, atteinte le 25 juillet 2019 ; la température minimale est de −17,9 °C, atteinte le 5 janvier 1985,,. 
Les paramètres climatiques de la commune ont été estimés pour le milieu du siècle (2041-2070) selon différents scénarios d'émission de gaz à effet de serre à partir des nouvelles projections climatiques de référence DRIAS-2020. Ils sont consultables sur un site dédié publié par Météo-France en novembre 2022.

### Hydrographie et les eaux souterraines
La commune est située dans le bassin versant du Rhin au sein du bassin Rhin-Meuse. Elle est drainée par le ruisseau le Billeron et le ruisseau de Feves.
Le Billeron, d'une longueur totale de 15,5 km, prend sa source dans la commune de Saint-Privat-la-Montagne et se jette  dans la Moselle à Hauconcourt, après avoir traversé six communes.

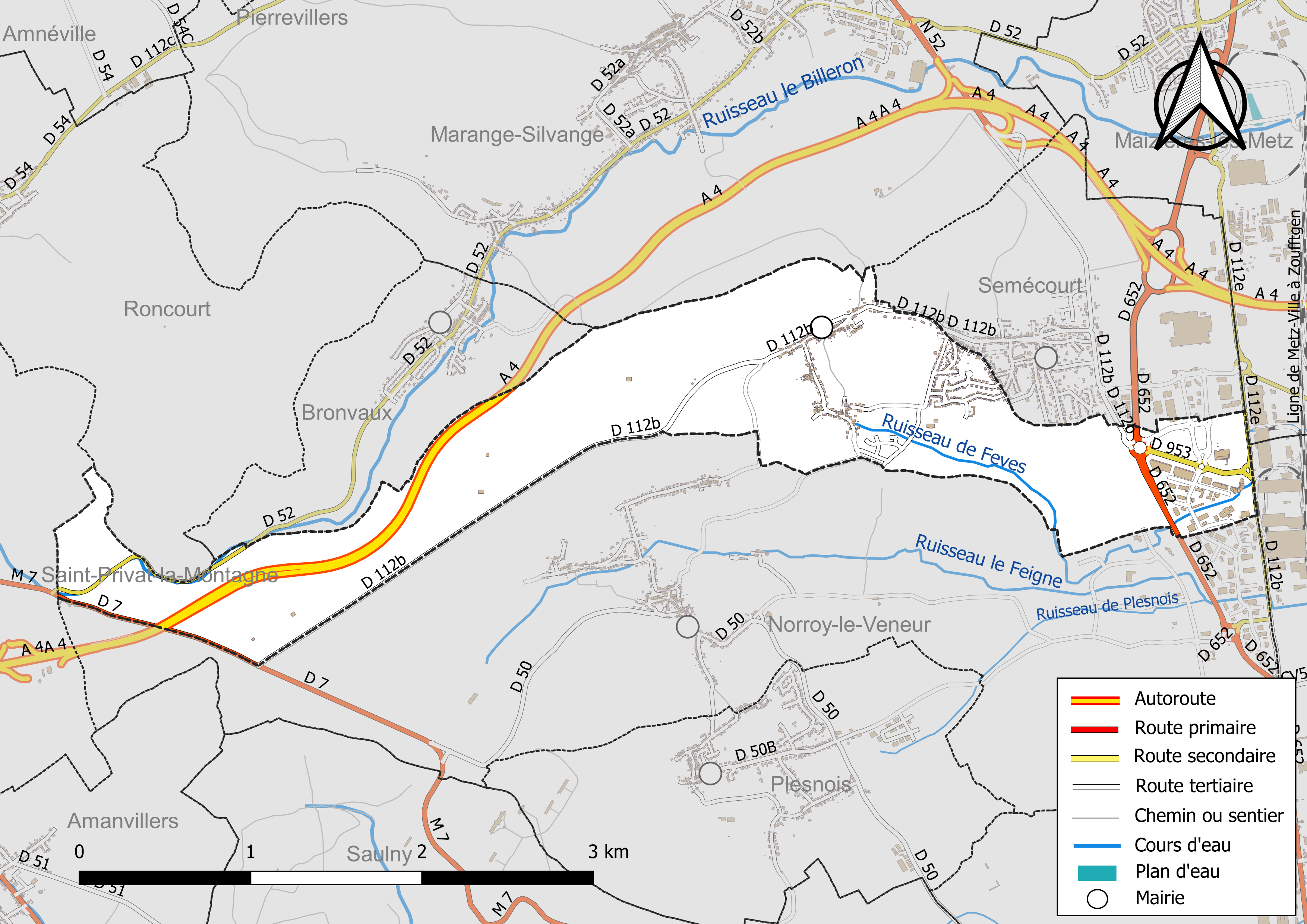
Réseaux hydrographique et routier de Fèves.

La qualité des eaux des principaux cours d’eau de la commune, notamment du ruisseau le Billeron, peut être consultée sur un site dédié géré par les agences de l’eau et l’Agence française pour la biodiversité.

### Voies de communications et transports

#### Voies routières
- Autoroute A4 : Échangeurs Marange-Silvange, Sémécourt, Argancy.

#### Transports en commun
- Fluo Grand Est.

#### Lignes SNCF

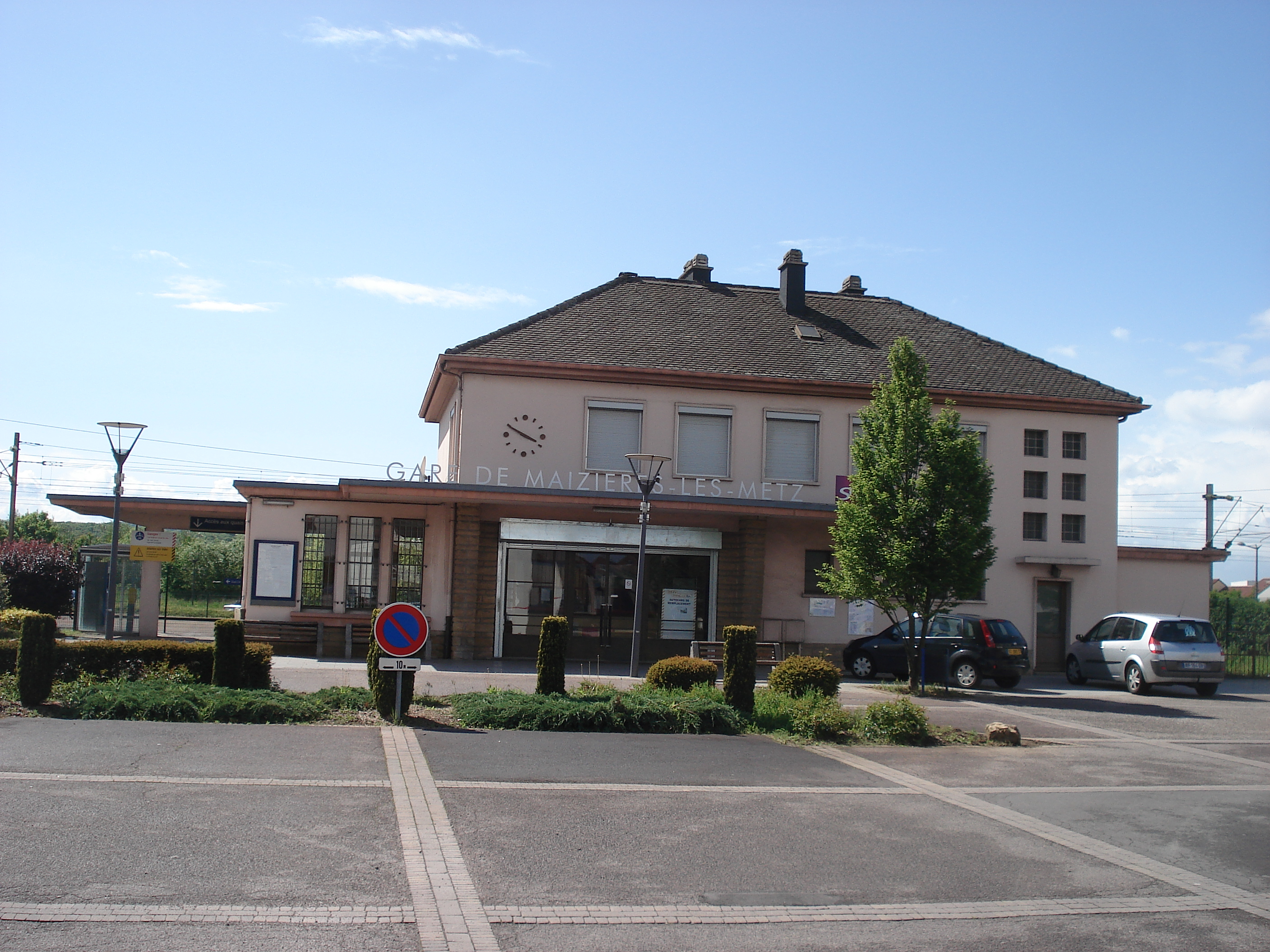
Gare de Maizières-lès-Metz.

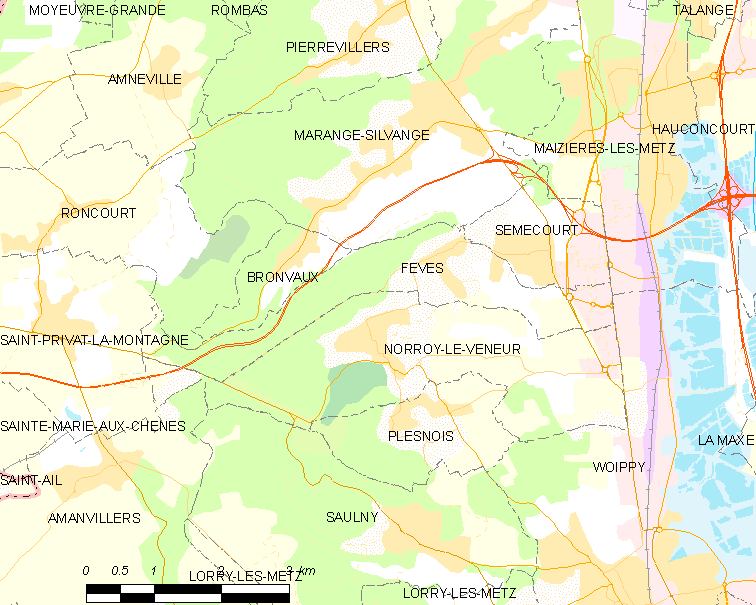
Carte de la commune.

- Gare de Maizières-lès-Metz
- Gare de Walygator-Parc
- Gare de Rombas - Clouange
- Gare de Hagondange
- Gare de Gandrange - Amnéville

## Urbanisme

### Typologie
Au 1er janvier 2024, Fèves est catégorisée ceinture urbaine, selon la nouvelle grille communale de densité à sept niveaux définie par l'Insee en 2022.
Elle appartient à l'unité urbaine de Metz, une agglomération intra-départementale regroupant 42  communes, dont elle est une commune de la banlieue,,. Par ailleurs la commune fait partie de l'aire d'attraction de Metz, dont elle est une commune de la couronne,. Cette aire, qui regroupe 245 communes, est catégorisée dans les aires de 200 000 à moins de 700 000 habitants,.

### Occupation des sols
L'occupation des sols de la commune, telle qu'elle ressort de la base de données européenne d’occupation biophysique des sols Corine Land Cover (CLC), est marquée par l'importance des forêts et milieux semi-naturels (47 % en 2018), une proportion identique à celle de 1990 (47 %). La répartition détaillée en 2018 est la suivante : 
forêts (47 %), terres arables (19,8 %), cultures permanentes (16,2 %), zones urbanisées (9,2 %), zones industrielles ou commerciales et réseaux de communication (7,8 %). L'évolution de l’occupation des sols de la commune et de ses infrastructures peut être observée sur les différentes représentations cartographiques du territoire : la carte de Cassini (XVIIIe siècle), la carte d'état-major (1820-1866) et les cartes ou photos aériennes de l'IGN pour la période actuelle (1950 à aujourd'hui).

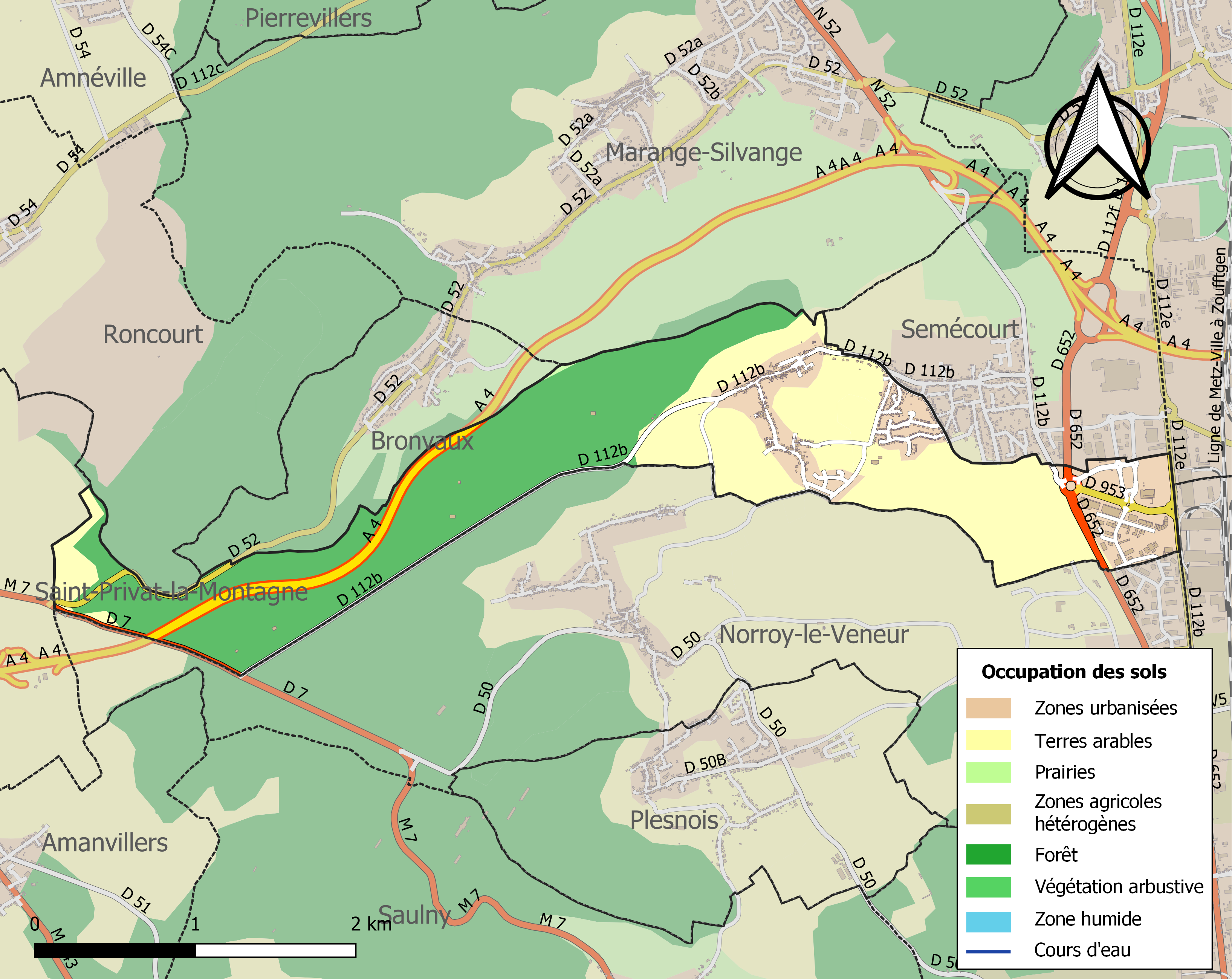
Carte des infrastructures et de l'occupation des sols de la commune en 2018 (CLC).

## Toponymie
Le nom du village est attesté successivement sous les formes: Fabros (1138), Favia (1232), Feivres (1236), Fèvre (1327), Feyvre (1366), Febve (1486), Fève (1490), Febvi (1544), Febve-sous-Nouroy (1689), Febvé (1749), Febvre (1779).

## Histoire
Dépendait de l'ancienne province du Barrois, dans la prévôté puis le bailliage de Briey.
L'abbaye de Saint-Pierremont y établit un prieuré en 1129, avec chapelle et maison forte.
En 1127, à la suite d'une donation par Frustrade, veuve du chevalier Hatton à l'abbaye de Saint-Pierremont, cette dernière vint s'y établir. La donation fut attaquée par Dodon de Norroy, qui prétendait avoir des droits sur la seigneurie mais qui fut obligé de reconnaître la validité de l'acte de 1127. Ce fut à l'origine du ban de Saint-Pierremont que de nouvelles dotations en 1130, 1244 et 1253 agrandirent considérablement.
Devint lorraine en 1539[précision nécessaire].
Comme les autres communes de l'actuel département de la Moselle, Fèves est annexée à l’Empire allemand de 1871 à 1918. La commune, rebaptisée Fewen, dépend de l'arrondissement de Metz-Campagne. Pendant la première annexion, les ouvrages d’Horimont I, II, III, rebaptisés "Canrobert" après 1919, sont construits dans le bois de Fèves. L'"Infanterie-Werk Fèves", rebaptisé Ouvrage d'infanterie de Fèves après 1919, est aussi édifié entre 1914 et 1916. Cette ligne défensive faisait partie de la seconde ceinture fortifié des forts de Metz. Jusqu'en 1918, la principale ressource des habitants de Fèves était la vigne, celle-ci couvrait le tiers de la surface cultivable. Vers 1910-1918, le phylloxéra ravagea les vignes. C'est la plantation de fraisiers qui remplaça les vignes. Beaucoup de villageois abandonnèrent la profession de vigneron pour chercher un emploi dans la sidérurgie et dans les mines de fer.
Lorsque la Première Guerre mondiale éclate, les Févots, comme tous les Mosellans, se battent loyalement pour l’Empire allemand. En dépit de leur attachement à l’Empire, les habitants de la commune accueillent avec joie la fin des hostilités. Le village n'eut pas à souffrir de dégâts à cette époque.
La Seconde Guerre mondiale et le drame de la seconde Annexion marqueront longtemps les esprits. Le 20 novembre 1940, un certain nombre de villageois sont expulsés vers la Zone libre, notamment à Lavaur, à Mazamet et à Aubiet, contraints d'abandonner leurs biens à l'ennemi nazi. Située dans la zone des combats pendant bataille de Metz, entre septembre et novembre 1944, Fèves fut sinistrée à 60% par les bombardements américains. La commune ne fut libérée que le 21 novembre 1944.
En 1945, après la Libération, les exilés retrouvèrent un village dévasté par les combats. L'église était quasiment détruite. Une première extension de la commune a eu lieu dans les années 1960 par la construction d'une cité « Concador » au lieu-dit le Paqueu, cinquante maisons y furent construites. Vers 1980, le développement de l'habitat pavillonnaire s'est poursuivi au lieu-dit le Prayon  avec la construction de cent vingt pavillons. Puis fin des années 1990, la construction de cinquante trois pavillons locatifs dans les rues de l'abbaye Saint-Pierremont et du Bois des Moines.

## Politique et administration
| Période                                  | Période      | Identité             | Étiquette | Qualité |
| ---------------------------------------- | ------------ | -------------------- | --------- | ------- |
| Les données manquantes sont à compléter. |              |                      |           |         |
| mars 1935                                | mars 1940    | Jules Clément Girard |           | [ 21 ]  |
| avril 1945                               | octobre 1945 | Jules Clément Girard |           |         |
| 1945                                     | 1952         | Auguste Berne        |           |         |
| 1952                                     | 1953         | Emile Pierson        |           |         |
| 1953                                     | 1987         | Robert Girard        |           |         |
| 1987                                     | 1995         | Patrick Hug          |           |         |
| mars 1995                                | mars 2001    | Fabienne Biton       |           |         |
| mars 2001                                | mai 2020     | René Girard          |           |         |
| mai 2020                                 | En cours     | Armand Patrignani    | PCF       |         |

### Budget et fiscalité 2022
En 2022, le budget de la commune était constitué ainsi :
- total des produits de fonctionnement : 1 022 000 €, soit 858 € par habitant ;
- total des charges de fonctionnement : 887 000 €, soit 745 € par habitant ;
- total des ressources d'investissement : 373 000 €, soit 313 € par habitant ;
- total des emplois d'investissement : 753 000 €, soit 632 € par habitant ;
- endettement : 174 000 €, soit 146 € par habitant.

Avec les taux de fiscalité suivants :
- taxe d'habitation : 7,66 % ;
- taxe foncière sur les propriétés bâties : 23,86 % ;
- taxe foncière sur les propriétés non bâties : 29,20 % ;
- taxe additionnelle à la taxe foncière sur les propriétés non bâties : 0,00 % ;
- cotisation foncière des entreprises : 0,00 %.

Chiffres clés Revenus et pauvreté des ménages en 2020 : médiane en 2020 du revenu disponible, par unité de consommation : 26 350 €.

## Population et société

### Démographie
L'évolution du nombre d'habitants est connue à travers les recensements de la population effectués dans la commune depuis 1793. Pour les communes de moins de 10 000 habitants, une enquête de recensement portant sur toute la population est réalisée tous les cinq ans, les populations de référence des années intermédiaires étant quant à elles estimées par interpolation ou extrapolation. Pour la commune, le premier recensement exhaustif entrant dans le cadre du nouveau dispositif a été réalisé en 2005.

En 2022, la commune comptait 1 196 habitants, en évolution de +11,36 % par rapport à 2016 (Moselle : +0,52 %, France hors Mayotte : +2,11 %).
| 1793 | 1800 | 1806 | 1821 | 1836 | 1841 | 1861 | 1866 | 1871 |
| ---- | ---- | ---- | ---- | ---- | ---- | ---- | ---- | ---- |
| 427  | 403  | 409  | 731  | 398  | 386  | 311  | 292  | 277  |

| 1875 | 1880 | 1885 | 1890 | 1895 | 1900 | 1905 | 1910 | 1921 |
| ---- | ---- | ---- | ---- | ---- | ---- | ---- | ---- | ---- |
| 299  | 301  | 322  | 272  | 272  | 300  | 312  | 269  | 265  |

| 1926 | 1931 | 1936 | 1946 | 1954 | 1962 | 1968 | 1975 | 1982 |
| ---- | ---- | ---- | ---- | ---- | ---- | ---- | ---- | ---- |
| 282  | 328  | 321  | 260  | 273  | 554  | 614  | 654  | 582  |

| 1990 | 1999 | 2005 | 2006 | 2010 | 2015  | 2020  | 2022  | - |
| ---- | ---- | ---- | ---- | ---- | ----- | ----- | ----- | - |
| 742  | 860  | 934  | 929  | 915  | 1 030 | 1 204 | 1 196 | - |

### Enseignement
Établissements d'enseignements :
- La commune accueille les élèves de section maternelle ainsi que les élèves de primaires.
- Collèges à Marange-Silvange, Woippy, Maizières-lès-Metz, Talange.
- Lycées à Talange, Rombas, Metz, Talange.

### Santé
Professionnels et établissements de santé :
- Médecins à Semécourt, Marange-Silvange, Pierrevillers, Maizières-lès-Metz.
- Pharmacies à Semécourt, Marange-Silvange, Norroy-le-Veneur, Maizières-lès-Metz.
- Hôpitaux à Marange-Silvange, Maizières-lès-Metz, Joeuf, Moyeuvre-Grande, Metz.

### Cultes
- Culte catholique, Communauté de Paroisses Sainte-Sérène du Billeron[30], Diocèse de Metz.

## Culture locale et patrimoine

### Lieux et monuments

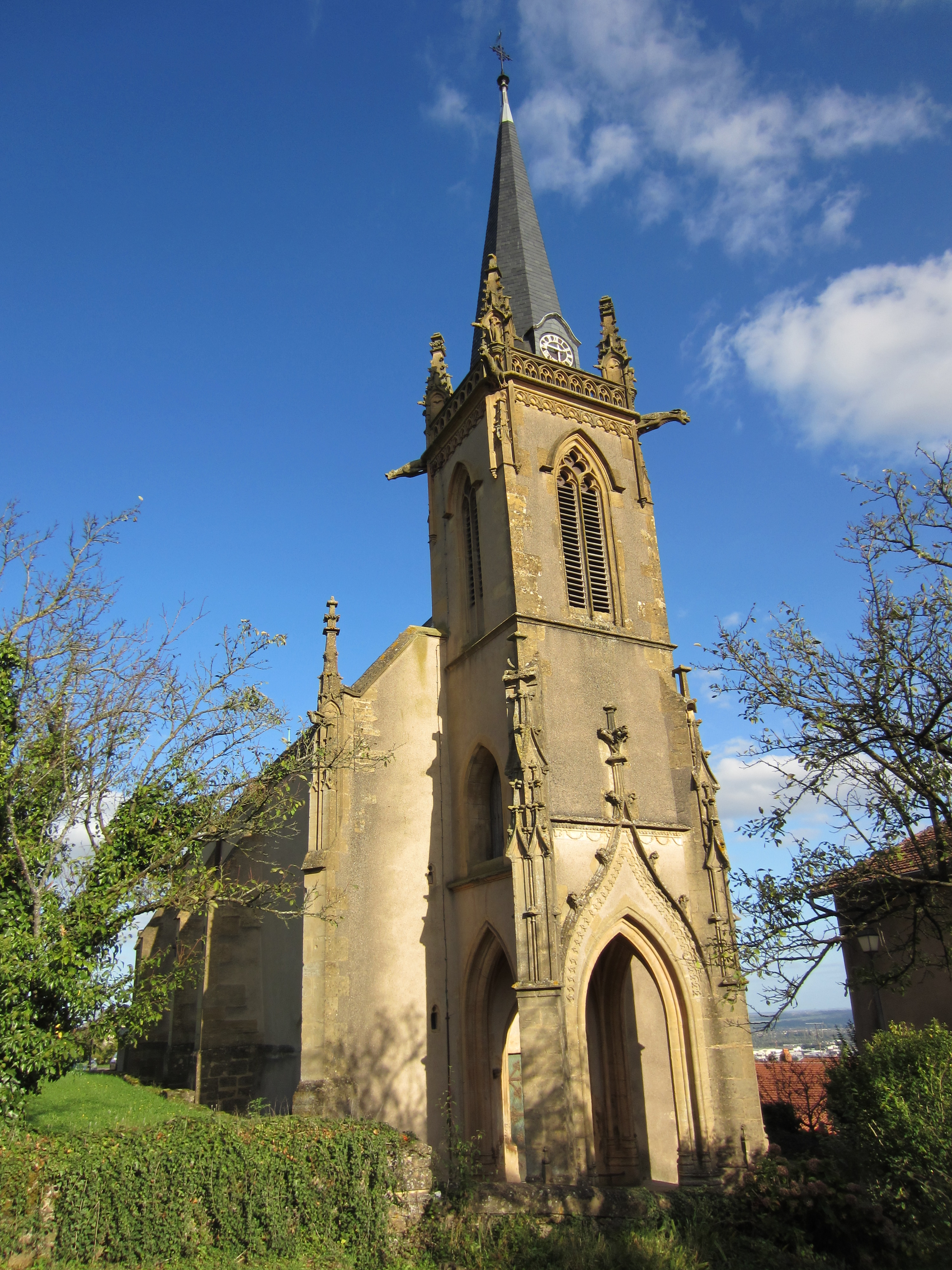
Église Notre-Dame.
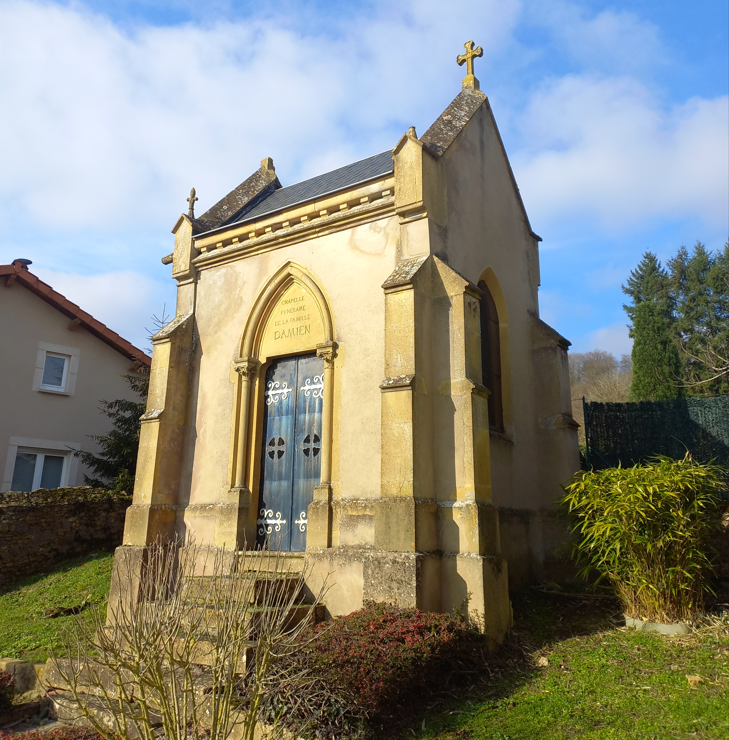
Chapelle Damien.
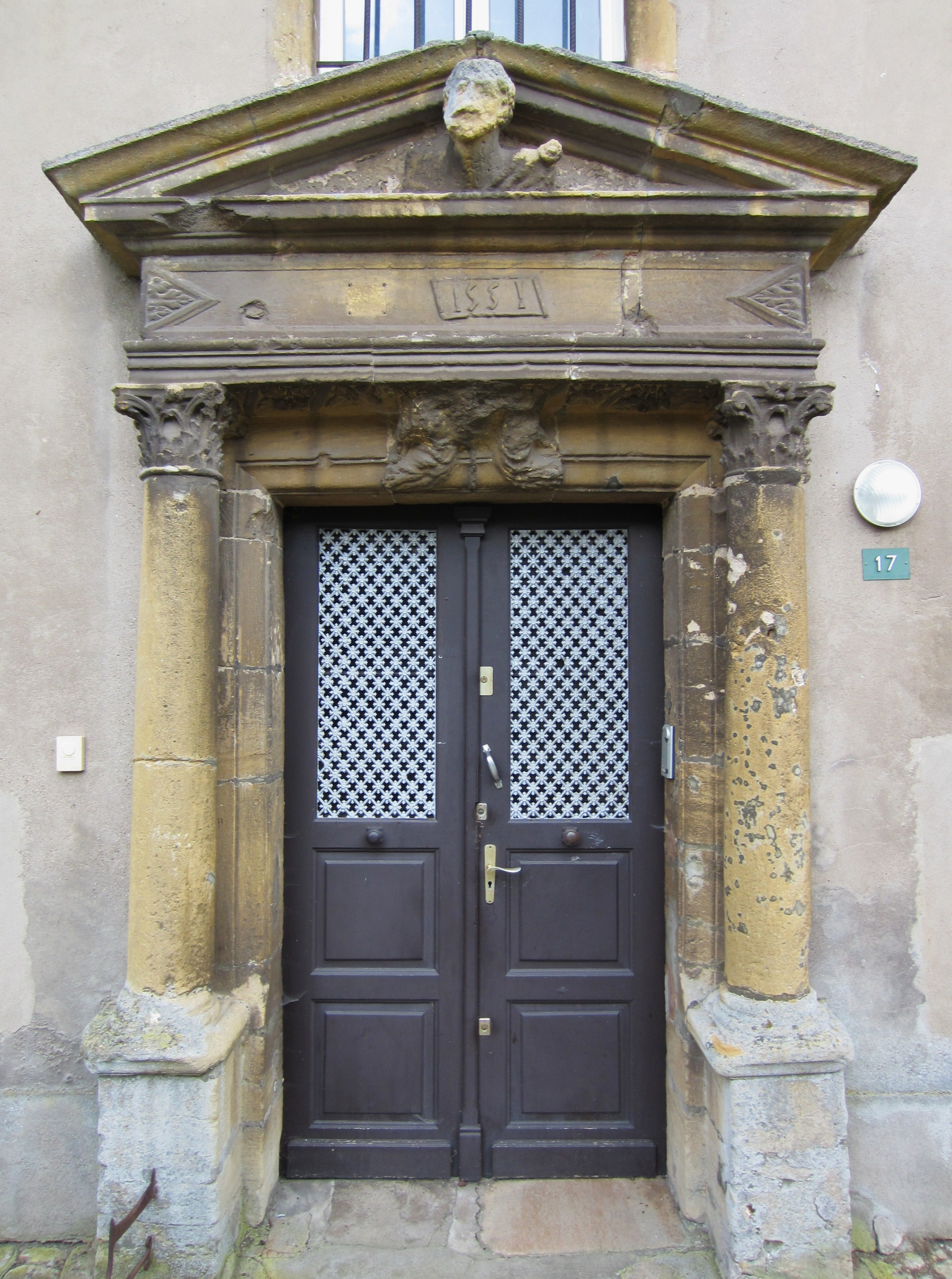
Porche Renaissance de l’ancien prieuré, 1551.

#### Édifices civils
- Ouvrage d'infanterie de Fèves (Infanterie-Werk Fèves). Il faisait partie de la seconde ceinture fortifiée des forts de Metz[31].
- Monument aux morts[32] : Conflits commémorés : Guerres 1914-1918 - 1939-1945.
- Porche Renaissance de l’ancien prieuré, 1551[33]. Oriel découvrant le panorama de la vallée de la Moselle ; caves voûtées avec foudre de 1781.

#### Édifices religieux
- Église Notre-Dame[34], 1523 : nef unique de trois travées, abside polygonale, chapiteaux sculptés de feuillages XVIe, fonts baptismaux 1754, vitraux XVIe de Thomas, Annonciation, saint Vincent. L'église actuelle est un ancien prieuré avec chapelle et maison forte, de l'abbaye norbertine de Saint-Pierremont à Avril (Meurthe-et-Moselle). Elle est classée au titre des monuments historiques par arrêté du 2 juin 1886[35].
- Chapelle Damien, rue Haute[36].